# Bashohli
Bashohli (en cachemir: বাসহোহ্লি ) es una localidad de la India en el distrito de Kathua, estado de Jammu y Cachemira.

## Geografía
Se encuentra a una altitud de 566 m s. n. m. a 347 km de la capital estatal, Srinagar, en la zona horaria UTC +5:30.

## Demografía
Según estimación 2010 contaba con una población de 8 746 habitantes.